# James Monroe Iglehart
James Monroe Iglehart (Hayward, 4 settembre 1974) è un cantante, attore e doppiatore statunitense, noto soprattutto come interprete di musical a Broadway.

## Carriera
Ha recitato a Broadway in diversi spettacoli, tra cui i musical The 25th Annual Putnam County Spelling Bee (2005) e Aladdin (2014), per cui ha vinto il Tony Award al miglior attore non protagonista in un musical ed il Drama Desk Award.
Nel 2021 è entrato nel cast della serie animata Helluva Boss doppiando due personaggi: Vortex e Asmodeus, il principe della lussuria. Nel 2024 entra nel cast della serie animata Hazbin Hotel, dalla stessa autrice della serie precedente, doppiando Zestial.

## Filmografia

### Cinema
- Lo stato della mente (Three Christs), regia di Jon Avnet (2017)
- Come disincanto - E vissero infelici e scontenti (Disenchanted), regia di Adam Shankman (2022)

### Televisione
- Unbreakable Kimmy Schmidt - serie TV, 4 episodi (2015-2016)
- Maniac - serie TV (2018)

### Doppiatore
- Tom & Jerry - Di nuovo a Oz (Tom and Jerry - Back to Oz), regia di Spike Brandt (2016)
- Rapunzel - La serie (Tangled: The Series) - serie animata (2017-2020)
- Duck Tales - serie animata, 2 episodi (2020)
- Helluva Boss - serie animata (2020-in corso)
- Kiff - serie animata (2023-in corso)
- Hazbin Hotel - serie animata, 2 episodi (2024-in corso)

## Doppiatori italiani
Nelle versioni in italiano dei suoi lavori, James Monroe Iglehart è stato doppiato da:
- Alberto Angrisano in Gotham, Unbreakable Kimmy Schmidt (ep.1x04, 3x01, 4x08)
- Stefano Mondini in Unbreakable Kimmy Schmidt (ep.2x03)
- Carlo Petruccetti in Maniac

Da doppiatore è sostituito da:
- Alessandro Pitoni in Tom & Jerry - Di nuovo a Oz
- Alessandro Rossi in Duck Tales
- Dario Oppido in Rapunzel - La serie
- Alessandro Ballico in Kiff
- Marco Manca in Hazbin Hotel